# Kresnik-Preis
Der Kresnik-Preis (slow. Kresnikova nagrada, Nagrada kresnik) ist ein slowenischer Literaturpreis, der jährlich für den besten Roman des Vorjahres verliehen wird. Der Name entstammt dem Termin der Preisverleihung, die immer am Abend des Tags der Sommersonnenwende (slow. kresni večer) stattfindet.

## Zum Preis
Der Kresnik-Preis wurde erstmals auf Anregung des Autors Vlado Žabot im Jahr 1991 vom Slowenischen Schriftstellerverband (Društvo slovenskih pisateljev) verliehen; seit 2003 wird er von der Tageszeitung Delo vergeben, die den Preis beim staatlichen Amt für geistiges Eigentum (Urad RS za intelektualno lastnino) als Markennamen registrieren ließ.
In die Auswahl kommen Originalwerke in slowenischer Sprache, die von Verlagen in Slowenien oder im Ausland bzw. im Selbstverlag erschienen. Ausgezeichnet wird jeweils der beste slowenische Roman des Vorjahres. Die ursprünglich fünf- bis siebenköpfige, heute vierköpfige Jury setzt sich aus Kritikern, Autoren und Literaturwissenschaftlern zusammen und wird auf zwei Jahre (mit der Möglichkeit, den Zeitraum zu verlängern) bestellt. Wegen der steigenden Zahl an Einreichungen wird seit 2003 die Nominierung von Halbfinalisten vorgenommen, aus denen schließlich fünf Finalisten hervorgehen, die im Vorfeld der Preisverleihung bekannt gegeben werden. Die Veröffentlichung des Preisträgers erfolgt im Rahmen der Verleihung auf dem Rožnik-Hügel in Ljubljana. Sowohl die Auszeichnung selbst als auch die Nominierung sind mit hohem Prestige verbunden und werden im Rahmen der Promotionstätigkeit der slowenischen Verlage im Ausland entsprechend wahrgenommen. Der Kresnik-Preis gilt als einer der wichtigsten Literaturpreise in Slowenien.
2016 wurde der beste slowenische Roman der letzten 25 Jahre ausgezeichnet: Die Wahl für diesen „Kresnik aller Kresniks“ (Kresnik vseh Kresnikov) fiel auf Lojze Kovačič‘ Roman Kristalni čas (Die kristallene Zeit). In die engere Auswahl kamen Drago Jančar mit Katarina, pav in jezuit (dt. Übersetzung Katharina, der Pfau und der Jesuit) und To noč sem jo videl (dt. Übersetzung Die Nacht, als ich sie sah), Lojze Kovačič' Otroške stvari (Kindersachen) und Goran Vojnović' Čefurji raus! (dt. Übersetzung Tschefuren raus!).

## Preisträger
- 1991 Lojze Kovačič, Kristalni čas [Die kristallene Zeit]
- 1992 Feri Lainšček, Namesto koga roža cveti (dt. Halgato: Lacki roma – statt zu leben. Aus dem Slowenischen von Andreja Haberl-Zemljič. Klagenfurt/Celovec, Ljubljana/Laibach, Wien/Dunaj: Hermagoras/Mohorjeva 1994)
- 1993 Miloš Mikeln, Veliki voz [Der große Wagen]
- 1994 Andrej Hieng, Čudežni Feliks [Das Wunderkind Felix]
- 1995 Tone Perčič, Izganjalec hudiča [Der Teufelsaustreiber]
- 1996 Berta Bojetu Boeta, Ptičja hiša [Das Vogelhaus]
- 1997 Vlado Žabot, Volčje noči (dt. Wolfsnächte. Aus dem Slowenischen von Erwin Köstler. Klagenfurt/Celovec: Drava 2000.)
- 1998 Zoran Hočevar, Šolen z brega (dt. Herr Schühlein von Breg. Aus dem Slowenischen von Erwin Köstler. Klagenfurt/Celovec: Drava 2002)
- 1999 Drago Jančar, Zvenenje v glavi (dt. Rauschen im Kopf. Aus dem Slowenischen von Klaus Detlef Olof. Wien: Zsolnay 1999)
- 2000 Andrej E. Skubic, Grenki med [Bitterer Honig]
- 2001 Drago Jančar, Katarina, pav in jezuit (dt. Katharina, der Pfau und der Jesuit. Aus dem Slowenischen von Klaus Detlef Olof. Wien, Bozen: Folio 2007)
- 2002 Katarina Marinčič, Prikrita harmonija [Verborgene Harmonie]
- 2003 Rudi Šeligo, Izgubljeni sveženj [Das verlorene Bündel]
- 2004 Lojze Kovačič, Otroške stvari [Kindersachen]
- 2005 Alojz Rebula, Nokturno za Primorsko (dt. Nocturno für das Küstenland. Aus dem Slowenischen von Vinko Ošlak in Tim Oliver Wüster. Klagenfurt, Wien: Kitab 2007)
- 2006 Milan Dekleva, Zmagoslavje podgan [Triumph der Ratten]
- 2007 Feri Lainšček, Muriša [Muriša]
- 2008 Štefan Kardoš, Rizling polka [Die Riesling-Polka]
- 2009 Goran Vojnović, Čefurji raus! (dt. Tschefuren raus! : oder warum ich wieder mal zu Fuß bis in den zehnten Stock musste. Aus dem Slowenischen von Klaus Detlef Olof. Wien, Bozen: Folio 2021)
- 2010 Tadej Golob, Svinjske nogice [Schweinshaxen]
- 2011 Drago Jančar, To noč sem jo videl (dt. Die Nacht, als ich sie sah. Aus dem Slowenischen von Daniela Kocmut und Klaus Detlef Olof. Wien, Bozen: Folio 2015)
- 2012 Andrej Skubic, Koliko si moja (dt. Wie viel von dir gehört mir? Aus dem Slowenischen von Erwin Köstler. Klagenfurt/Celovec: Drava 2015)
- 2013 Goran Vojnović, Jugoslavija, moja dežela (dt. Vaters Land. Aus dem Slowenischen von Klaus Detlef Olof. Wien, Bozen: Folio 2016)
- 2014 Davorin Lenko, Telesa v temi [Körper im Dunkeln]
- 2015 Andrej E. Skubic, Samo pridi domov [Aber komm heim]
- 2016 Miha Mazzini, Otroštvo [Kindheit]
- 2017 Goran Vojnović, Figa (dt. Unter dem Feigenbaum. Aus dem Slowenischen von Klaus Detlef Olof. Wien, Bozen: Folio 2018)
- 2018 Drago Jančar, In ljubezen tudi (dt. Wenn die Liebe ruht. Aus dem Slowenischen von Daniela Kocmut. Wien: Zsolnay 2019)
- 2019 Bronja Žakelj, Belo se pere na devetdeset [Weißes bei 90°]
- 2020 Veronika Simoniti, Ivana pred morjem [Ivana vor dem Meer]
- 2021 Borut Kraševec, Agni
- 2022 Roman Rozina, Sto let slepote [Hundert Jahre Blindheit]
- 2023 Lado Kralj Ne bom se več drsal na bajerju [Ich werde nicht mehr auf dem Teich eislaufen]